# 2352 Курчатов
2352 Курчатов (2352 Kurchatov) — астероїд головного поясу, відкритий 10 вересня 1969 року.
Тіссеранів параметр щодо Юпітера — 3,159.